# ごまたまご (菓子)

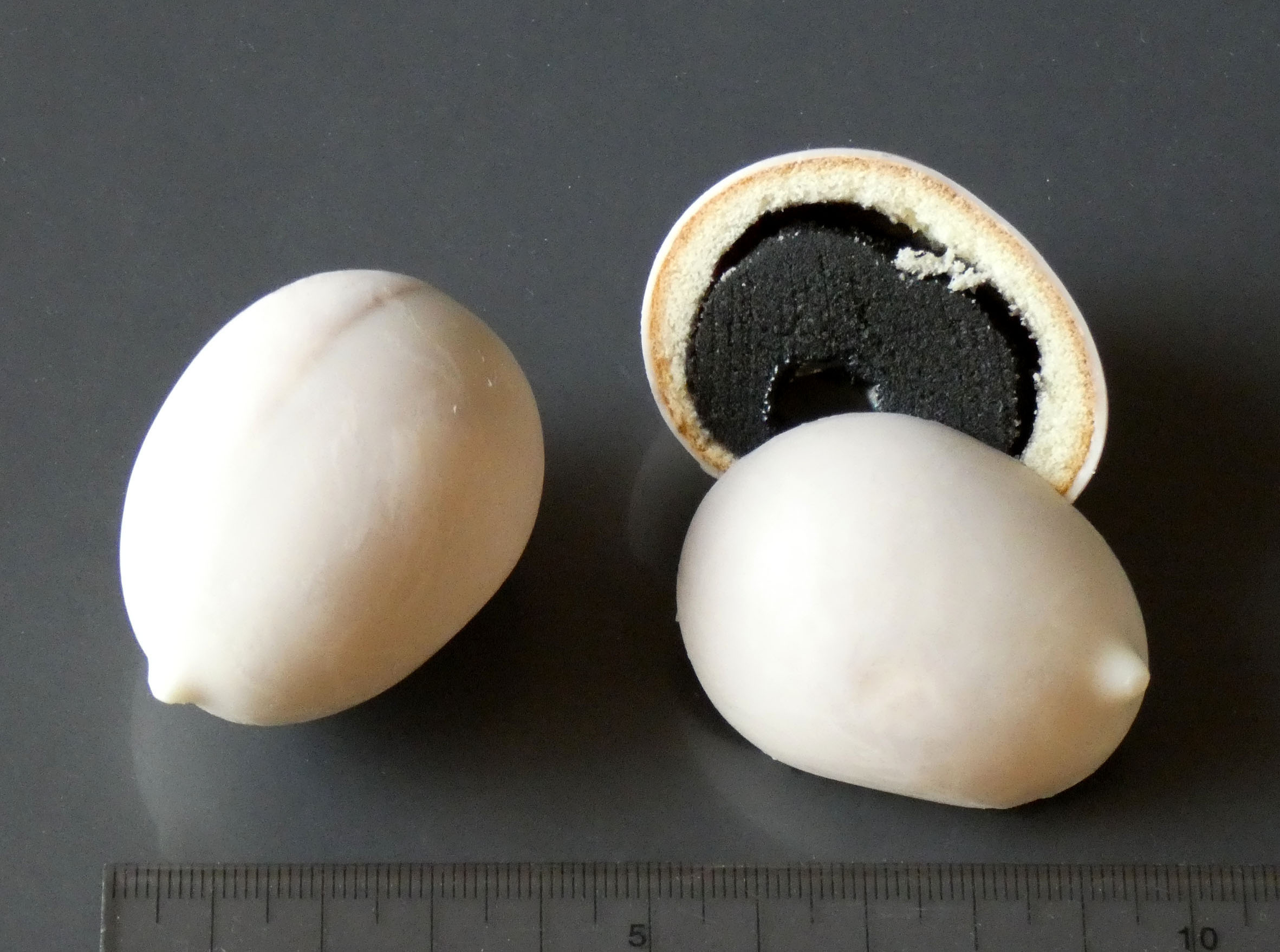
ごまたまご

ごまたまごは、株式会社東京玉子本舗（さいとう製菓の子会社）が販売するたまご型の菓子である。東京都を中心に販売されている。回文による命名の事例としても知られる。外側から、ホワイトチョコレート、カステラ生地、黒胡麻餡と層になっており、餡の芯には黒胡麻ペーストが仕込んである。夏季は冷蔵庫で冷やしておくことを勧めている。
日経BPコンサルティングによる2008年7月の調べでは「東京みやげのブランドイメージ」として、「東京みやげと言って思い浮かぶのは」の項と「商品をよく目にする」の項で共に3位となっている。上位は東京ばな奈、ひよ子であり、特に「ブランドイメージ」の項では上位2つとは大きな差がある。また、同じく日経BPコンサルティングによる2009年7月の調べでは、東京駅の売り上げでは2位となっている。

## 沿革
2001年に東京駅構内のキヨスクで販売を開始する。
2002年に東京都中央区銀座に路面店をオープンする。
百貨店への出店は大丸東京店のみとなっており、東京近郊の新幹線停車駅や空港、高速道路のサービスエリアが主な販路となっている。